# Linda Myers
Linda Myers, född 19 juni 1947, är en amerikansk bågskytt. Hon deltog vid olympiska sommarspelen 1972 och olympiska sommarspelen 1976.